# Psylocyna
Psylocyna, 4-HO-DMT – organiczny związek chemiczny, psychodeliczna substancja psychoaktywna, alkaloid grzybów Psilocybe spp. pochodna tryptaminy. W naturze zwykle występuje razem z psylocybiną i baeocystyną.
Strukturalnie psylocyna jest bardzo podobna do innej substancji psychodelicznej, również występującej w naturze, bufoteniny. Różnica polega tylko na umiejscowieniu grupy hydroksylowej na pierścieniu benzenowym. Psylocyna jest produktem metabolizmu psylocybiny i prawdopodobnie to właśnie ona odpowiada za ogół efektów wywołanych spożyciem grzybów psylocybinowych.
W Polsce znajduje się w grupie I-P wykazu substancji psychotropowych.

## Historia
W latach 2008 oraz 2010 przeprowadzono ekskawacje koleby skalnej zwanej Cueva del Chileno, znajdującej się w boliwijskim regionie Potosí na wyżynie Lípez Altiplano. Znaleziono tam tysiącletni zestaw rytualny na powierzchni, którego zidentyfikowano różne substancje psychoaktywne, w tym m.in. psylocynę.
W 1959 roku szwajcarski chemik pracujący z Sandoz Albert Hofmann i jego asystent Hans Tscherter wyizolował psylocynę i psylocybinę z grzybów psylocybinowych.

## Właściwości chemiczne
Syntetycznie psylocynę można otrzymać na drodze syntezy Speetera-Anthony’ego, zaczynając od 4-hydroksyindolu.
Psylocyna jest rozpuszczalna w wodzie i alkoholu, ale ze względu na swą grupę hydroksylową, przyłączoną bezpośrednio do pierścienia benzenowego, jest bardzo niestabilna i szybko degraduje, czerniejąc.

## Farmakologia

### Farmakokinetyka
Badania na szczurach wykazały, że po wprowadzeniu psylocyny do organizmu 50% ulega wchłonięciu w przewodzie pokarmowym. Psylocyna jest głównym aktywnym metabolitem psylocybiny. Po wprowadzeniu psylocybiny do organizmu, w błonie śluzowej jelita ulega ona defosforylacji do psylocyny pod wpływem fosfatazy alkalicznej oraz niespecyficznej esterazy. Następnie zachodzi glukuronidacja psylocyny do glukuronidu psylocyny i w tej postaci jest wydalana w 80%. Po zablokowaniu defosforylacji psylocybina nie powoduje efektów psychoaktywnych.

### Farmakodynamika
Psylocyna jest agonistą wielu receptorów serotoninowych oraz dopaminowych.
Badania pokazują, że psylocyna wykazuje powinnowactwo do receptorów w następującym układzie:
5HT2B > 5HT1D > D1 > 5HT1E > 5HT1A > 5HT5A > 5HT7 > 5HT6>D3 > 5HT2C > 5HT1B > 5HT2A.
Uważa się, że głównymi receptorami odpowiadającymi za efekty psychodeliczne psylocybiny są receptory 5-HT2A oraz 5-HT2C.